# غيرة كندي
غيرة كندي هي قرية في مقاطعة بل دشت، إيران. عدد سكان هذه القرية هو 352 في سنة 2006.